# Орфей (Монтеверді)
«Орфей» (італ. Orfeo) — опера Клаудіо Монтеверді італійською мовою, створена в 1607 році на лібрето Алессандро Стріджо-молодшого, вважається, поряд з «Орфеєм та Еврідікою» Ґлюка одним із найкращих музичних творів на тему давньогрецького міфу про Орфея.
Прем'єра опери відбулася 24 лютого 1607 року в Мантуї.

## Дійові особи
| Партія           | Голос             | Виконавець на прем'єрі, 24 лютого 1607 |
| ---------------- | ----------------- | -------------------------------------- |
| Музика (пролог)  | кастрат-сопраніст | Джованні Гуальберто Мальї              |
| Орфей            | тенор             | Франческо Разі (імовірно)              |
| Еврідіка         | кастрат-сопраніст | Джіроламо Баккіні (імовірно)           |
| Посланниця       | кастрат-сопраніст | Джованні Гуальберто Мальі (імовірно)   |
| Німфа            |                   |                                        |
| Надія            | кастрат-сопраніст | Джованні Гуальберто Мальі (імовірно)   |
| Харон            | низький бас       |                                        |
| Прозерпіна       | кастрат-сопраніст | Джованні Гуальберто Мальі              |
| Аїд              | бас               |                                        |
| Аполлон          |                   | У початковій редакції відсутня         |
| Селяни і селянки |                   |                                        |

## Зміст

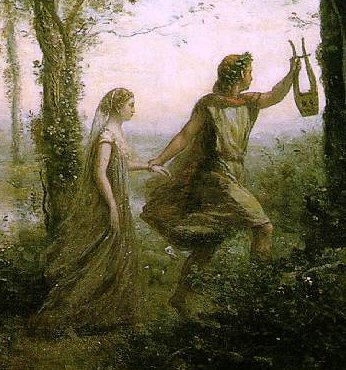
Орфей та Еврідіка

### Пролог
З висоти Парнасу спускається Музика й оголошує, що пісня, яку ми чуємо, буде історією про Орфея і його кохання до Еврідіки.

### Дія I
На весілля Орфея та Еврідіки, пастухи підно́сять молитви до богів за успіх молодят, і вони самі говорять про своє щастя і любов.

### Дія II
Орфей співає про свою любов, але поки пастухи славлять богів, Посланниця приносить трагічну новину. Еврідіку під час забави з друзями вкусила змія і вона померла. Орфей виряджа́ється до царства Плутона, щоб просити Бога повернути до життя улюблену дружину.

### Дія III
На шляху до підземного світу Орфея супроводжує Надія, однак до пекла Орфей мусить увійти сам. Харон не погоджується перевозити живу людину через річку Стікс, однак, Орфей використовує свій талант — він співає щоб приспати Харона, а поки той спить — переправляється на протилежний берег.

### Дія IV
Мужність і самовідданість Орфея зворушує Прозерпіну, дружину Плутона, вона просить свого чоловіка випустити Еврідіку. Плутон погоджується за умови, однак, що весь час, поки Орфей буде вести Еврідіку до виходу з пекла, він не повинен озиратися назад і дивитися на неї, інакше втратить дружину. Але ця умова занадто важка для Орфея, повертаючись з пекла він в якийсь момент обертається, і прирікає кохану на повернення до царства Плутона.

### Дія V
Повернувшись на землю, Орфей впадає у розпач і близький до самогубства, його печаль поділя́ють пастухи. Батько Орфея — бог мистецтва Аполлон, запевняє Орфея, що з волі богів вони скоро об'єднаються з Еврідікою на небесах. Орфея оточують вакханки у танці.

## Історія
«Орфей» — один з перших творів в жанрі опери, що виник в кінці XVI століття на ідеях митців Флорентійської камерати. Хоча історично першою є опера «Дафна» Якопо Пері, який також звертався до міфу про Орфея в опері «Еврідіка» («Euridice») ще до Монтеверді, багато критиків вважають, що лише з «Орфеєм» Монтеверді опера народилася насправді.
В «Орфеї» композитор використовує поряд з аріями також ансамблі, значну увагу композитор приділив хоровим партіям, а також ролі оркестрових фрагментів, що переставали бути просто переграми, натомість органічно вписувалися в дію або передавали почуття героїв.
«Орфей» Монтеверді багатьма вважається вершиною барокової опери і оперного мистецтва в цілому. Історія про міфічного співака пізніше була використана багатьма композиторами. Після Пері і Монтеверді до неї звернувся реформатор опери Крістоф Віллібальд Глюк, а також такі композитори як Георг Філіп Телеман, Йозеф Гайдн та Жак Оффенбах.